# إدواردو خوان كوتور
إدواردو خوان كوتور (بالإسبانية: Eduardo Juan Couture)‏ هو محامي أوروغواياني، ولد في 24 مايو 1904 في مونتفيدو في الأوروغواي، وتوفي في 11 مايو 1956.